# Пряшівська літературна спілка
Пряшівська літературна спілка («Литературноє заведетє в Пряшеві») — видавничо-освітнє товариство, засноване Олександром Духновичем, існувало напівлегально у 1850–1853 роках з метою видавати книги та піднести освіту закарпатсько-українського населення.
Спілка мала кількадесят членів з-поміж духовної і світської інтелігенції, у тому числі кількох словаків. Було видано 12 книг, зокрема шкільних підручників і календарів. При Спілці Духнович збирав краєзнавчі матеріали для майбутнього музею та організував записи фолкльору. «Пряшівська літературна спілка» не дістала дозволу від уряду на діяльність і припинила існування.